# Internazionali BNL d'Italia 2014
Giải quần vợt Ý Mở rộng 2014 (hay 2014 Rome Masters và tiêu đề tài trợ 2014 Internazionali BNL d'Italia) là một giải quần vợt diễn ra trên sân đất nện ngoài trời tại Foro Italico ở Rome, Ý. It was the 71st đây là mùa giải thứ của Giải quần vợt Ý Mở rộng và được phân loại là sự kiện ATP World Tour Masters 1000 trong ATP World Tour 2014 và một sự kiện Premier 5 trong WTA Tour 2014. Giải diễn ra từ 11–18 tháng 5 năm 2014.

## Điểm và tiền thưởng

### Điểm
| Sự kiện | W    | CK  | BK  | TK  | 1/16 | 1/32 | 1/64 | Q  | Q2 | Q1 |
| Đơn nam | 1000 | 600 | 360 | 180 | 90   | 45   | 10   | 25 | 16 | 0  |
| Đôi nam | 1000 | 600 | 360 | 180 | 90   | 0    | —    | —  | —  | —  |
| Đơn nữ  | 900  | 585 | 350 | 190 | 105  | 60   | 10   | 30 | 20 | 1  |
| Đôi nữ  | 900  | 585 | 350 | 190 | 105  | 10   | —    | —  | —  | —  |

### Tiền thưởng
| Sự kiện | W        | CK       | BK       | TK      | 1/16    | 1/32    | 1/64    | Q2     | Q1     |
| Đơn nam | €549.000 | €269.150 | €135.480 | €68.890 | €35.775 | €18.860 | €10.185 | €2.345 | €1.195 |
| Đơn nữ  | €387.130 | €193.190 | €96.595  | €44.500 | €22.060 | €11.323 | €5.820  | €3.239 | €1.666 |
| Đôi nam | €170.000 | €83.240  | €41.750  | €21.430 | €11.080 | €5.840  | —       | —      | —      |
| Đôi nữ  | €110.770 | €55.948  | €22.694  | €13.940 | €7.040  | €3.489  | —       | —      | —      |

## Vận động viên ATP

### Đơn

#### Hạt giống
| Quốc gia | Tay vợt            | Xếp hạng1 | Hạt giống |
| -------- | ------------------ | --------- | --------- |
| ESP      | Rafael Nadal       | 1         | 1         |
| SRB      | Novak Djokovic     | 2         | 2         |
| SUI      | Stan Wawrinka      | 3         | 3         |
| SUI      | Roger Federer      | 4         | 4         |
| ESP      | David Ferrer       | 5         | 5         |
| CZE      | Tomáš Berdych      | 6         | 6         |
| GBR      | Andy Murray        | 8         | 7         |
| CAN      | Milos Raonic       | 9         | 8         |
| Hoa Kỳ   | John Isner         | 10        | 9         |
| JPN      | Kei Nishikori      | 12        | 10        |
| FRA      | Jo-Wilfried Tsonga | 13        | 11        |
| BUL      | Grigor Dimitrov    | 14        | 12        |
| ITA      | Fabio Fognini      | 15        | 13        |
| RUS      | Mikhail Youzhny    | 16        | 14        |
| GER      | Tommy Haas         | 17        | 15        |
| ESP      | Tommy Robredo      | 18        | 16        |

- Bảng xếp hạng tính đến ngày tháng 5 5, 2014.

#### Vận động viên khác
Đặc cách:
- Simone Bolelli
- Marco Cecchinato
- Paolo Lorenzi
- Filippo Volandri

Vượt qua vòng loại:
- Pablo Carreño Busta
- Santiago Giraldo
- Andrey Golubev
- Alejandro González
- Pere Riba
- Stéphane Robert
- Stefano Travaglia

Thua cuộc may mắn:
- Alejandro Falla

#### Bỏ cuộc
Trước giải đấu
- Nicolás Almagro
- Juan Martín del Potro (wrist injury)
- Richard Gasquet
- Florian tháng 5er
- Gaël Monfils
- Kei Nishikori
- Benoît Paire

#### Giải nghệ
- Alejandro Falla (right foot pain)
- Santiago Giraldo (abductor strain)
- Andrey Golubev (hip flexor strain)
- Tommy Haas

### Đôi

#### Hạt giống
| Quốc gia | Tay vợt        | Quốc gia | Tay vợt                | Xếp hạng1 | Hạt giống |
| -------- | -------------- | -------- | ---------------------- | --------- | --------- |
| Hoa Kỳ   | Bob Bryan      | Hoa Kỳ   | Mike Bryan             | 1         | 1         |
| AUT      | Alexander Peya | BRA      | Bruno Soares           | 6         | 2         |
| CRO      | Ivan Dodig     | BRA      | Marcelo Melo           | 11        | 3         |
| ESP      | David Marrero  | ESP      | Fernando Verdasco      | 19        | 4         |
| FRA      | Nicolas Mahut  | FRA      | Édouard Roger-Vasselin | 25        | 5         |
| CAN      | Daniel Nestor  | SRB      | Nenad Zimonjić         | 29        | 6         |
| POL      | Łukasz Kubot   | SWE      | Robert Lindstedt       | 34        | 7         |
| PHI      | Treat Huey     | GBR      | Dominic Inglot         | 41        | 8         |

- Bảng xếp hạng tính đến ngày tháng 5 5, 2014.

#### Vận động viên khác
Đặc cách:
- Daniele Bracciali /  Potito Starace
- Marco Cecchinato /  Andreas Seppi

#### Bỏ cuộc
Trong giải đấu
- Tommy Haas

## Vận động viên WTA

### Đơn

#### Hạt giống
| Quốc gia | Tay vợt              | Xếp hạng1 | Hạt giống |
| -------- | -------------------- | --------- | --------- |
| Hoa Kỳ   | Serena Williams      | 1         | 1         |
| CHN      | Li Na                | 2         | 2         |
| POL      | Agnieszka Radwańska  | 3         | 3         |
| ROU      | Simona Halep         | 5         | 4         |
| CZE      | Petra Kvitová        | 6         | 5         |
| SRB      | Jelena Janković      | 7         | 6         |
| GER      | Angelique Kerber     | 8         | 7         |
| RUS      | Maria Sharapova      | 9         | 8         |
| SVK      | Dominika Cibulková   | 10        | 9         |
| ITA      | Sara Errani          | 11        | 10        |
| SRB      | Ana Ivanovic         | 12        | 11        |
| ITA      | Flavia Pennetta      | 13        | 12        |
| ESP      | Carla Suárez Navarro | 14        | 13        |
| DEN      | Caroline Wozniacki   | 15        | 14        |
| GER      | Sabine Lisicki       | 16        | 15        |
| Hoa Kỳ   | Sloane Stephens      | 17        | 16        |
| CAN      | Eugenie Bouchard     | 18        | 17        |

- Bảng xếp hạng tính đến ngày tháng 5 5, 2014.

#### Vận động viên khác
Đặc cách:
- Nastassja Burnett
- Camila Giorgi
- Karin Knapp

Vượt qua vòng loại:
- Mona Barthel
- Belinda Bencic
- Petra Cetkovská
- Lauren Davis
- Casey Dellacqua
- Christina McHale
- Monica Puig
- Chanelle Scheepers

Thua cuộc may mắn:
- Paula Ormaechea

#### Bỏ cuộc
Trước giải đấu
- Victoria Azarenka (chấn thương bàn chân trái)[8] --> thay bởi Varvara Lepchenko
- Kaia Kanepi (chấn thương gót chân phải)[9] --> thay bởi Peng Shuai
- Caroline Wozniacki (chất thương đùi trái)[10] --> thay bởi Paula Ormaechea

Trong giải đấu
- Simona Halep (chất thương bụng trái)

#### Giải nghệ
- Svetlana Kuznetsova (chất thương hông trái)

### Đôi

#### Hạt giống
| Quốc gia | Tay vợt            | Quốc gia | Tay vợt             | Xếp hạng1 | Hạt giống |
| -------- | ------------------ | -------- | ------------------- | --------- | --------- |
| TPE      | Hsieh Su-wei       | CHN      | Peng Shuai          | 3         | 1         |
| ITA      | Sara Errani        | ITA      | Roberta Vinci       | 6         | 2         |
| RUS      | Ekaterina Makarova | RUS      | Elena Vesnina       | 11        | 3         |
| CZE      | Květa Peschke      | SLO      | Katarina Srebotnik  | 17        | 4         |
| ZIM      | Cara Black         | IND      | Sania Mirza         | 17        | 5         |
| Hoa Kỳ   | Raquel Kops-Jones  | Hoa Kỳ   | Abigail Spears      | 30        | 6         |
| RUS      | Alla Kudryavtseva  | AUS      | Anastasia Rodionova | 38        | 7         |
| GER      | Julia Görges       | GER      | Anna-Lena Grönefeld | 43        | 8         |

- Bảng xếp hạng tính đến ngày tháng 5 5, 2014.

#### Vận động viên khác
Đặc cách:
- Gioia Barbieri /  Nastassja Burnett
- Camila Giorgi /  Karin Knapp
- Jelena Janković /  Alisa Kleybanova

#### Bỏ cuộc
Trong giải đấu
- Zhang Shuai (chất thương vai)

#### Giải nghệ
- Sara Errani (chất thương hông trái)

## Nhà vô địch

### Đơn nam
- Novak Djokovic đánh bại  Rafael Nadal, 4–6, 6–3, 6–3

### Đơn nữ
- Serena Williams đánh bại  Sara Errani, 6–3, 6–0

### Đôi nam
- Daniel Nestor /  Nenad Zimonjić đánh bại  Robin Haase /  Feliciano López, 6–4, 7–6(7–2)

### Đôi nữ
- Květa Peschke /  Katarina Srebotnik đánh bại  Sara Errani /  Roberta Vinci, 4–0, ret.